# Thekla Knös
Thekla Levinia Andrietta Knös, född 17 juni 1815 i Uppsala, död 10 mars 1880 på Växjö hospital, var en svensk författare, psalmförfattare och översättare. 

## Biografi
Thekla Knös växte upp i kretsen kring författarna Erik Gustaf Geijer, Per Daniel Amadeus Atterbom, Israel Hwasser och Malla Silfverstolpe. Hon var dotter till professor Gustaf Knös och Alida Maria Olbers och fick sin bildning i den litterära salong hon och modern höll i Uppsala. År 1855 avled emellertid modern och dottern drabbades då av en svår depression. Hon tillfrisknade och medverkade 1869 vid bildandet av Föreningen för sinnesslöa barns vård, men drabbades samma år åter av psykisk sjukdom. 
1853 utgav Knös den andra delen av sina dikter. I denna bok finns stycket Ragnar Lodbrok som belönades med Svenska akademiens stora pris 1851 och som bär drag av Tegnérs Fritiofs saga. 
Knös författarskap betraktades i samtiden som mycket framgångsrikt. Fredrika Bremer beundrade henne och Per Daniel Amadeus Atterbom skrev förord till hennes dikter. I 1937 års psalmbok medtogs som nummer 51 hennes översättning av den tyska psalmen Det är en ros utsprungen. Psalmen kvarstår i 1986 års Psalmbok med nummer 113, bearbetad av Britt G Hallqvist.  
Thekla Knös är begravd på Uppsala gamla kyrkogård.